# Thomas Fink (Ballonfahrer)
Thomas Fink (* 30. April 1954) ist zweifacher Sieger des FAI World Gas Balloon Championship, der Gasballonweltmeisterschaft im Zielfahren.

## Erfolge
- 30. Oktober 1992: 2. Platz bei der 7. Gasballonweltmeisterschaft in Obertraun/Österreich
- 9. Oktober 1994: 1. Platz bei der 8. Gasballonweltmeisterschaft in Albuquerque/New Mexico, USA
- 3. September 1996: 1. Platz bei der 9. Gasballonweltmeisterschaft in Bitterfeld/Deutschland